# Sillas
Sillas település Franciaországban, Gironde megyében. Lakosainak száma 119 fő (2022. január 1.). Sillas Grignols, Cours-les-Bains, Marions, Masseilles és Saint-Martin-Curton községekkel határos.

## Népesség
A település népessége az elmúlt években az alábbi módon változott:
| Lakosok száma | 129  | 100  | 100  | 117  | 101  | 113  | 118  | 122  | 121  | 119  |
|               | 1968 | 1982 | 1990 | 2006 | 2013 | 2015 | 2017 | 2019 | 2020 | 2022 |